# Juaneco y su Combo
Juaneco y su Combo es un grupo de cumbia peruana, procedente de Pucallpa, Perú.
Dentro de los atractivos más importantes del grupo destaca la revalorización de los trajes típicos de la zona, así también como las tradiciones y creencias de la región de la selva peruana.[cita requerida]

## Historia

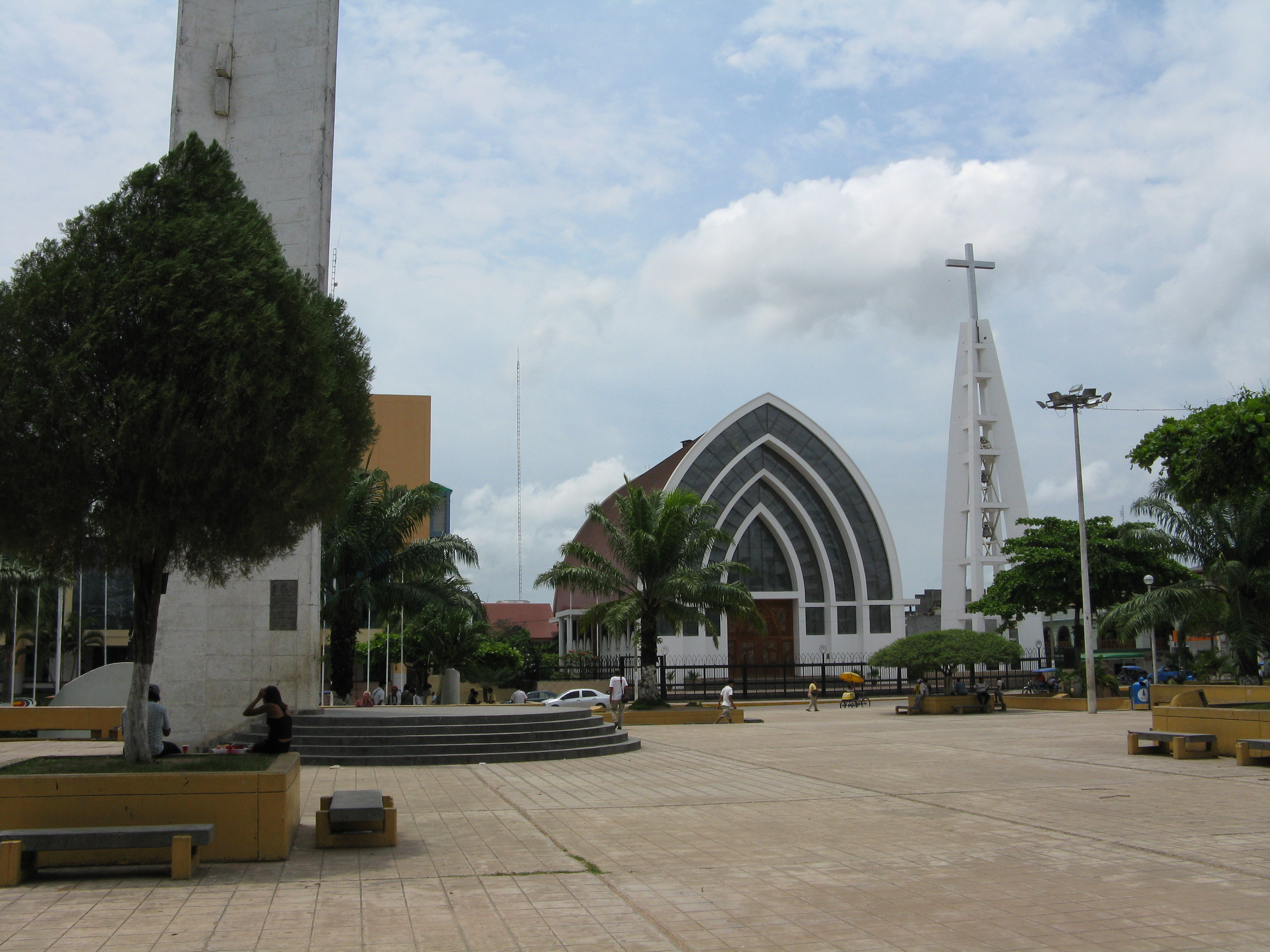
El grupo como Juaneco y su Conjunto en ese tiempo, se inició en la ciudad de Pucallpa cuando el boom de la cumbia estaba en su máximo esplendor.

Este grupo se inició en la ciudad amazónica de Pucallpa, a comienzos de la década de 1960, y fue fundado por Juan Wong Paredes, descendiente de chinos y aficionado al acordeón. El apelativo de Juaneco nació de Francisco Wong Sian, su padre, quien lo llamaba así. Cuando Juan Wong Paredes forma el grupo, inicialmente llamado Juaneco y su conjunto, Juan Wong hijo, estaba en el ejército. A su retorno a la vida civil, se integra también al grupo de su padre, hacia 1970. En 1968 grabo su primer LP (Juaneco y su Combo), al año siguiente repito el título de su anterior LP. Según estas fechas de grabación de sus primeros LP convertiría a la agrupación en uno de los pioneros de la cumbia peruana.
En 1971, hubo una tragedia aérea, donde fallecieron dos hijos de Juan Wong Paredes: Aida Ester Wong Popolizio e Ítalo Wong Popolizio. Juan Wong Paredes entonces decide dejar el manejo del grupo a su hijo mayor Guillermo Wong Méndez. Su hijo, Juan Wong Popolizio, quien se había iniciado como saxofonista en la banda, quedó a cargo de la dirección musical. Entonces, los hijos cambiaron de nombre al grupo por Juaneco y su Combo.
La primera contratación del nuevo grupo fue Noé Fachín, un guitarrista quien trabajaba como carpintero ebanista y con trabajos eventuales como guitarrista de música criolla. Noé era un músico con talento y contribuyó al grupo con sus conocimientos de música. En los siguientes diez años, él se convertiría en el principal compositor y también en la primera guitarra del grupo.
El grupo, hacia 1972, tenía como integrantes principales a Juan Wong Popolizio Juaneco en los teclados, El Brujo Noé Fachín en la primera guitarra, Wilindoro Cacique en la primera voz, Rosendo Hidalgo en los timbales, Walter Domínguez en el bajo, Juvencio Pinchi en las congas, Wilberto Murrieta en la segunda guitarra, Jairo Aguilar en el bongó, y Juan Carlos Subiate en la animación. Ellos fueron el primer grupo musical formado en Pucallpa, los pioneros de la cumbia del oriente en el Perú, con un sonido que recordaba de manera obligada a su tierra natal, ya que imprimían en sus temas la alegría típica de la gente de esa zona del país. Llegaron a tocar en otros países, como Colombia, Ecuador, Venezuela y Brasil.
Ese mismo año, grabaron su primer disco de 45 RPM, con los temas «La sirenita enamorada», «La incógnita», «La fiesta de San Juan» y «Me robaron mi runa mula». Debido al gran éxito alcanzado, grabaron su primer Long Play, titulado El Gran Cacique, que incluía temas clásicos como «Mujer hilandera» (versión del tema folklórico de Brasil Mulher Rendeira), y Vacilando con ayahuasca. En los años de 1983, Juan Wong (hijo) y Guillermo Wong, en una gira por la zona de San Martín , se separan, para tomar rumbos diferentes, dejando a la agrupación sin instrumentos. Al retorno de esa gira se renovó la instrumentación con equipos nuevos y siguieron el camino del éxito. Fernando Mora y Rosendo Hidalgo deciden retirarse del grupo, para entrar a otro, Los Claveles. Para ese entonces Juan Wong Popolizio dirigía la agrupación y convocó a nuevos valores, entre ellos a los hermanos Tangoa, Hugo Tangoa, (primera guitarra) y discípulo del Brujo Noé, y Bruno Tangoa, (segunda guitarra), Antonio Zorrilla (bajo), Jiga (congas), Roger López (timbales), Juan Wong (teclados), Wilindoro Cacique (voz) y Hugo Vargas (presentador).
Luego vendrían otros LP todos con éxitos como Viajando por la selva, La parranda selvática, entre otros.

### Accidente aéreo
El 2 de mayo de 1977, cuando retornaban de una presentación por el Día del Trabajo en la ciudad de San Ramón, Chanchamayo, cinco integrantes se embarcaron en la avioneta que los llevaría de regreso a su ciudad natal, Pucallpa. La aeronave sufrió un desperfecto y se estrelló, ocasionando el fallecimiento de todos sus ocupantes. Los que no abordaron la aeronave, por motivo de viajar a Lima para recoger un LP que recién habían grabado, fueron Juan Wong Paredes, Wilindoro Cacique, Rosendo Hidalgo y Juvencio Pinchi, quienes se enteraron de la tragedia al día siguiente. A la muerte de la mayoría de sus integrantes, se recompuso el grupo e ingresó la segunda generación de músicos como Fernando Mora Insúa en la primera guitarra. En 1979 presentó el éxito «Ya se ha muerto mi abuelo» en el LP Ven a bailar con Juaneco.

### Desde 1990
En el año 1994, falleció su director, Juan Wong Popolizio, por un paro cardíaco. Al fallecer, sus hijos, Ofelia Wong Popolizio y Juan Pezo Wong, asumieron la dirección del grupo. En este marco se organizó una gira artística y homenajes en todo el país.
Fue en Pucallpa que se homenajeó a Wilindoro Cacique, por sus 40 años ininterrumpidos como vocalista del grupo Juaneco y su Combo, símbolo de la cumbia selvática. Para este evento participaron diversas orquestas y conjuntos musicales de la zona.
El año 2007, una disquera estadounidense presentó The Roots of Chicha, el cual es un recopilatorio de canciones emblemáticas de los orígenes de la música tropical peruana, entre las que destacan cuatro temas de Juaneco y su Combo.
En el año 2008, el grupo peruano Bareto relanzó las canciones emblemáticas del grupo: «Ya se ha muerto mi abuelo» y «Mujer hilandera», con lo cual Juaneco y su Combo consiguieron nuevamente saborear la fama con presentaciones a nivel nacional. Wilindoro Cacique colaboró en varias oportunidades con Bareto en sus presentaciones.
Algunos colegios de la región pucalpina llevan como parte de sus estudios, trabajos de investigación sobre la historia de Juaneco y su Combo.
En una entrevista realizada por La República en el 2023, Juan Pezo, miembro actual de la orquesta, refiere que Juaneco y su Combo se mantiene con vida y que sus 2 hijos, que son músicos, serán los sucesores de la orquesta. 

## Discografía

### Álbumes de estudio
- 1968: Juaneco y Su Combo, Imsa Records
- 1969: Juaneco y Su Combo, Manturano e Imsa Records
- 1972: El Gran Cacique, Infopesa
- 1973: ¡Dale Juaneco!, Infopesa
- 1975: El Brujo, Infopesa
- 1976: Linda Nena, Infopesa
- 1977: La Pastita, Infopesa
- 1978: Aquí Están... Los Reyes de la Selva, Infopesa e INS
- 1979: Ven A Bailar Con Juaneco y Su Combo, Infopesa
- 1980: La Cumbia de Mi Pueblo, Infopesa
- 1982: Viajando Por La Selva , Infopesa
- 1984: El Pescador , Infopesa
- 1984: Pianito Andarín , Sonolux
- 1984: Parranda Selvática, Infopesa
- 1988: No Llores Abuelita, Discos Universal
- ¿¿??: Siempre Juaneco y Sus Éxitos de Oro, Rosita Producciones
- 2009: No Se Ha Muerto Mi Abuelo, Traumfabrik!
- 2014: Cumbia Selvática, Rosita Producciones

### Álbumes recopilatorios
- 1977: Recordando al "Brujo" Fachín, Infopesa
- 2008: Masters of Chicha Vol. 1, Barbès Records
- 2016: Leyenda Amazónica, Infopesa
- 2019: Legado: Colección Definitiva, Infopesa

### Sencillos
- «Juaneco Combo»
- «Mujer hilandera»
- «Linda Nena»
- «A la fiesta de San Juan»
- «Me robaron mi runa mula»
- «El Brujo»
- «La cumbia de mi pueblo»
- «Ya se ha muerto mi abuelo»[7]
- «Ritmo alegre»
- «El Llanto del Ayaymama»
- «Vacilando con ayahuasca»
- «Un Shipibo en España»
- «Anaconda», ganador del Maguare de Oro (FICA), 1984
- «El Curandero»